# 세솔로
세솔로(Sesol-ro)는 경기도 고양시 덕양구 창릉동과 삼송동 삼송초등학교 앞을 잇는 경기도의 도로이다.

## 연혁
- 2012년 6월 1일: 도로명으로 세솔로를 고시
- 2013년: 삼송지구 개발과 함께 개통

## 주요 경유지
경기도 고양시
- 덕양구 (동산동, 삼송동, 원흥동)

## 주요 건물 및 시설
- 명현학교 (경기도 고양시 덕양구 세솔로 138)
- 삼송초등학교 (경기도 고양시 덕양구 세솔로 150)